# LOVE JACK
『LOVE JACK』（ラブ・ジャック）は、1992年にリリースされた、KAI FIVEの2枚目のアルバムである。

## 概要
本作から、ベースに出井孝幸が加入し、アルバムに3週間先行してシングルも発売された。タイトル表記は楽曲およびシングルが片仮名の「ラブ・ジャック」であるのに対し、アルバムは英語である。
2003年にはユニバーサルミュージックよりデジタルリマスター盤『ラヴ・ジャック（+2）』として復刻され、2曲のボーナス・トラックも収録された。

## 収録曲
- 全作曲：甲斐よしひろ、編曲：国吉良一・甲斐よしひろ and KAI FIVE

### オリジナル
1. ラブ・ジャック
作詞：甲斐よしひろ
2. ブラック・パラノイア
作詞：甲斐よしひろ
3. 四月の雪
作詞：甲斐よしひろ
4. シー・スルー
作詞：甲斐よしひろ
5. 甘い復讐
作詞：甲斐よしひろ
6. ブラック・サンド・ビーチ
作詞：甲斐よしひろ・只野菜摘
7. サーフ・ムーン
作詞：甲斐よしひろ
8. TWO
作詞：甲斐よしひろ
9. i
作詞：甲斐よしひろ・森山達也
10. ノーヴェンバー・レイン
作詞：甲斐よしひろ

### ラヴ・ジャック（+2）
1. ラブ・ジャック
2. ブラック・パラノイア
3. 四月の雪（UNRELEASED VERSION）
4. シー・スルー
5. 甘い復讐
6. ブラック・サンド・ビーチ
7. サーフ・ムーン
8. TWO
9. i
10. ノーヴェンバー・レイン

Bonus Track
1. 君のいないこの街はまるで名も知らぬ街を歩くようだ（SINGLE VERSION）
2. 四月の雪（ORIGINAL RELEASE VERSION）